# Periodo francese

L'Impero francese nel 1811

La locuzione periodo francese (tedesco: Franzosenzeit; fiammingo: franse tijd, lussemburghese: fransousenzäit) fu utilizzata dalla storiografia, in particolare nord-europea e tedesca,  per indicare l'epoca tra il 1794 ed il 1815, durante il quale buona parte dell'Europa (comprese le nazioni di lingua tedesca e olandese) furono direttamente o indirettamente sotto il controllo francese, o all'interno della loro sfera di influenza.
Il periodo si concluse con la battaglia di Waterloo, e viene spesso confuso con il regno di Napoleone Bonaparte. Negli stati teutonici situati ad ovest del fiume Reno, iniziò con l'occupazione da parte delle truppe dell'Armée révolutionnaire française nel 1794. In altre zone della Germania durò circa dal 1804 al 1815 o (in senso stretto) dallo scioglimento del Sacro Romano Impero nel 1806 alla battaglia di Lipsia del 1813.
Il termine nacque gradualmente, poco dopo gli eventi che lo definirono. Entrò in uso nella lingua basso-tedesca grazie alla popolare opera di Fritz Reuter intitolata Ut de Franzosentid (1860). Fu utilizzato in accoppiata con il concetto di 'Erbfeind' (nemico ereditario) per esprimere il sentimento anti-francese sorto durante la nascita dell'identità nazionale tedesca, e come tale fu usato in maniera dispregiativa durante l'Impero tedesco ed il Terzo Reich. Per questo motivo fu evitato come concetto storico dalla Germania Ovest, che gli preferì le odierne locuzioni 'Guerre rivoluzionarie francesi' e 'Guerre napoleoniche'.

## Storia

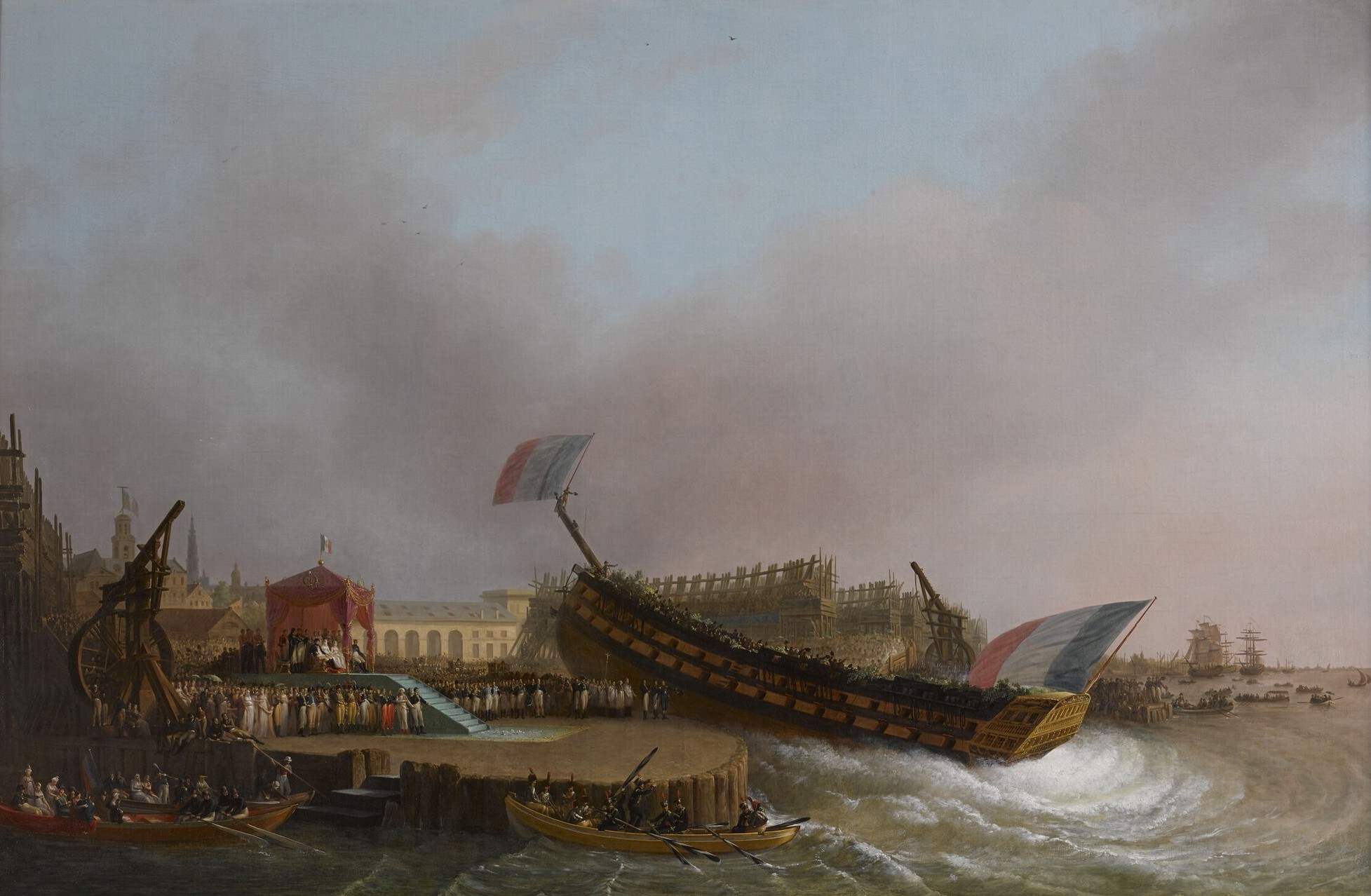
Napoleone aspetta il varo della Friedland (1810) ad Anversa

In seguito alla battaglia di Austerlitz ed alla guerra della Terza coalizione, Napoleone sciolse il Sacro Romano Impero, annesse parte dell'Austria e della Germania alla Francia, e unì gli stati tedeschi nella Confederazione del Reno. Napoleone ne fu il "protettore" ma, essendo la Confederazione soprattutto un'alleanza militare, la sua politica estera era dominata dalla Francia, e gli Stati che la componevano dovevano fornire truppe alla Francia. Inoltre Napoleone creò due nuovi Stati, il Granducato di Berg ed il Regno di Vestfalia, che consegnò rispettivamente ai fratelli Gioacchino Murat e Girolamo Bonaparte.
Durante l'occupazione francese fu introdotto il Codice Napoleonico, e grazie a lui la popolazione tedesca entrò in contatto con gli ideali della rivoluzione francese, compreso il nazionalismo. In Prussia, che non faceva parte della Confederazione del Reno governata dai francesi, ma comunque occupata dalla Francia, questo fu un volano che portò a riforme costituzionali, politiche, sociali e militari, che si dimostrarono critiche nel corso della guerra di liberazione. Nella Confederazione stessa vi furono rivolte contro il giogo francese e, dopo la disfatta francese nella campagna di Russia, il comandante delle truppe prussiane, Yorck, firmò un armistizio con la Russia. Questo fu la scintilla decisiva per la guerra di liberazione.

## Risultati
Il periodo francese contribuì significativamente alla diffusione dell'ideale di unità e coscienza nazionale in Germania. Le numerose regioni, ognuna con il proprio dialetto, utilizzarono il termine "Tedeschi" nella lotta contro i francesi con il significato di sentimento anti-francese o di libertà. Al festival di Wartburg del 1817 si formarono i primi veri movimenti studenteschi. I colori nero, rosso ed oro ne diventarono il simbolo. Dopo il periodo Vormärz, il desiderio di libertà dal governo fu abbandonato, fino alla rivoluzione di marzo del 1848 ed alla formazione del primo parlamento tedesco, anche se non furono coinvolti tutti i territori di lingua tedesca. Nella guerra di liberazione prussiana fu introdotta la leva di massa grazie al generale Gerhard von Scharnhorst, oltre a numerose altre riforme militari. Con la cessione da parte di Francesco II del Sacro Romano Impero all'impero austriaco, vi fu una divisione politica tra Prussia e Austria, che portò all'esclusione dell'Austria dalla questione tedesca.